# Kriva Reka (Sjoemen)
Kriva Reka (Bulgaars: Крива река) is een dorp in het oosten van Bulgarije. Het dorp ligt in de gemeente Nikola Kozlevo, oblast Sjoemen. Het dorp ligt hemelsbreed ongeveer 30 km ten noordoosten van Sjoemen en 322 km ten noordoosten van Sofia.

## Bevolking
Het dorp Kriva Reka had bij een schatting van 2020 een inwoneraantal van 556 personen. Dit waren 61 mensen (12,3%) meer dan bij de officiële census van februari 2011. De gemiddelde jaarlijkse groei in die periode komt daarmee uit op 1,2%, hetgeen hoger is dan het landelijk jaarlijks gemiddelde over deze periode (-0,63%).
| Bevolkingsontwikkeling van Kriva Reka tussen 1934 en 2020 |
| --------------------------------------------------------- |
|                                                           |
| ■ Volkstellingen ■ Schatting                              |

In het dorp wonen grotendeels etnische Roma. In 2011 identificeerden 289 van de 474 ondervraagden zichzelf als etnische Roma, oftewel 61% van alle ondervraagden. De overige ondervraagden noemden zichzelf vooral etnische Turken (164 personen, oftewel 34,6%) of etnische Bulgaren (21 personen, 4,4%).
| Etnische samenstelling van de respondenten (2011) | Etnische samenstelling van de respondenten (2011) | Etnische samenstelling van de respondenten (2011) | Etnische samenstelling van de respondenten (2011) | Etnische samenstelling van de respondenten (2011) |
| ------------------------------------------------- | ------------------------------------------------- | ------------------------------------------------- | ------------------------------------------------- | ------------------------------------------------- |
|                                                   |                                                   |                                                   |                                                   |                                                   |
| Bulgaren                                          | Bulgaren                                          |                                                   | 4,4%                                              | 4,4%                                              |
| Turken                                            | Turken                                            |                                                   | 34,6%                                             | 34,6%                                             |
| Roma                                              | Roma                                              |                                                   | 61,0%                                             | 61,0%                                             |
| Anders/Onbekend                                   | Anders/Onbekend                                   |                                                   | 0,0%                                              | 0,0%                                              |

Van de 495 inwoners die in februari 2011 werden geregistreerd, waren er 122 jonger dan 15 jaar oud (24,6%), gevolgd door 320 personen tussen de 15-64 jaar oud (64,6%) en 53 personen van 65 jaar of ouder (10,7%).